# Пархоменко, Павел Павлович
Па́вел Па́влович Пархо́менко (9 февраля 1923, Нежин — 5 мая 2020) — советский и российский учёный, специалист в области технической диагностики и теории дискретных устройств, доктор технических наук, профессор, член-корреспондент АН СССР (1984), основатель и заведующий (1964—1993) лаборатории технической диагностики и отказоустойчивости Института проблем управления РАН, главный научный сотрудник ИПУ РАН. Автор более 100 научных работ, изобретений, патентов, внедрений в области технической диагностики и методов анализа и синтеза дискретных устройств.

## Биография
Участник Великой Отечественной войны. Окончил электротехнический факультет Киевского политехнического института (1949). В
В 1955 году поступил в аспирантуру Института автоматики и телемеханики АН СССР (с 1969 года — Институт проблем управления). Работал в лаборатории телеуправления под руководством члена-корреспондента АН СССР М. А. Гаврилова. В 1959 году защитил кандидатскую диссертацию на тему: «Машинизация процессов анализа устройств релейного действия»,
С 1964 по 1994 год — заведующий лабораторией технической диагностики ИАТ. В 1969 году защитил докторскую диссертацию на тему: «Методы и средства технической диагностики и вопросы синтеза структур релейных устройств». В 1970 году ему присвоено звание профессора.
С 1969 года длительное время был организатором и научным руководителем ежегодных школ-семинаров, а также организатором регулярных всесоюзных совещаний по вопросам технической диагностики. Эти мероприятия стали авторитетным форумом для всех учёных и инженеров, занятых разработкой вычислительной и управляющей техники в СССР.
Член двух докторских диссертационных советов при ИПУ им. В. А. Трапезникова РАН, заместитель главного редактора журнала «Автоматика и телемеханика», член редколлегии журнала «Проблемы управления». Подготовил 20 кандидатов наук.
Умер в 2020 году. Похоронен на Троекуровском кладбище.

## Научная деятельность
П. П. Пархоменко — специалист в области теории дискретных устройств и систем, комбинаторики и технической диагностики. Это, в частности, анализ и синтез дискретных устройств, структур многопроцессорных вычислительных систем, организация их диагностирования, теория и методы построения тестов, методология технической диагностики.
Занимался структурной теорией релейных устройств, теорией конечных автоматов, проблемами анализа и синтеза схем. Под его руководством был разработан и внедрён в проектных организациях ряд логических машин для анализа релейных схем. Принципы анализа и синтеза схем распространены П. П. Пархоменко на неисправные дискретные устройства и иные технические объекты. Им были сформулированы предмет исследований, основные понятия и задачи технической диагностики, определены её место и связь с теорией управления и контроля, с теорией надёжности и прогнозированием.
Руководил группой сотрудников, разрабатывавших логические анализаторы релейно-контактных схем и создавших ряд образцов программно-управляемых машин для автоматизированной проверки различных технических объектов (телефонной аппаратуры, электровозов, самолётов, систем управления ракет и др.). В 1964 году в ИАТ АН СССР по его инициативе и под его руководством была образована новая лаборатория логических машин позднее получившая название лаборатории технической диагностики и отказоустойчивости. Стал инициатором и автором первых в СССР разработок универсальной (работающей по сменной программе) аппаратуры автоматизированного контроля (ПУМА) сложных изделий в условиях их производства и эксплуатации. Аппаратура применялась в промышленности, две модификации проверочной машины ПУМА выпускались серийно. Разработки привлекли внимание и активизировали решение задач автоматизации контроля в разных областях народного хозяйства. Новизна тематики привлекла в лабораторию многих молодых инженеров. Заведовал лабораторией технической диагностики и отказоустойчивости до 1994 года.
П. П. Пархоменко сформулировал принципы построения систем тестового и функционального диагностирования, проектирования новых объектов с учётом требований их диагностического обеспечения. Выполненное им развитие основ теории вопросников расширило круг задач по оптимизации процедур диагностирования. Решён ряд задач по системному диагностированию и оптимальному размещению ресурсов в многопроцессорных системах с архитектурами гиперкубов и однородных графов. Под его руководством была разработана теория отказоустойчивости, базирующаяся на инвариантно-групповом исследовании структур систем.
Автор и соавтор более 100 научных работ, в том числе двух монографий и 2 брошюр. Имел изобретения и патенты.

## Основные публикации
1. Кратные комбинаторные блок-схемы // Автоматика и телемеханика. 2013. № 6. С. 121—132. (соавтор — Каравай М. Ф.).
2. Комбинаторные методы построения двудольных однородных минимальных квазиполных графов (симметричных блок-схем) // Автоматика и телемеханика. 2009. № 2. С. 153—170. (соавторы — Каравай М. Ф., Подлазов В. С.).
3. Построение максимальных циклов в неисправных двоичных гиперкубах // Автоматика и телемеханика. 2005. С. 15.
4. Фигурно-решетчатые графы как модели многопроцессорных вычислительных систем //Автоматика и телемеханика. 2005. С. 12.
5. Наука управлять // Инженерная газета. 2009. (соавторы — Рутковский В. Ю., Юрченко В. Е.)
6. Основы технической диагностики: В 2 кн. М.: Энергия, 1976, 464 с. (соавторы — Карибский В. В., Согомонян Е. С., Халчев В. Ф.). (Серия: Применение вычислительных машин в исследованиях и управлении производством.)